# Pamela David
Pamela David (Córdova, 6 de outubro de 1978) é uma modelo, atriz e apresentadora de televisão argentina, mas muito pequena se mudou para Santiago del Estero e encontrou a fama ao participar do reality show "El BarTV 2".

## Carreira
Antes de iniciar a carreira de modelo, estudou administração de empresas em Buenos Aires. Deixou os estudos para se dedicar a carreira de modelo realizando vários desfiles. O salto para fama se deu ao participar do reality show El BarTV 2, que foi transmitido pela América TV.
Começou a sua carreira como atriz na TV participando de vários programas de TV e faz anualmente numerosas capas de revista.
Ela presentou um programa sobre futebol na argentina chamado “Noche de Juegos” em 2005.
Já foi vista em inúmeros jogos para apoiar a selecção argentina de futebol.
A Playboy TV estreia em 9 de fevereiro de 2008 no Brasil, o programa especial Pamela Sex, que revelará os sonhos de Pamela David.
Foi protagonista da edição de Março de 2006 da Revista Playboy argentina.
Pamela tem um filho que se chama Felipe. Após o nascimento do filho ficou por alguns meses sem trabalhar retornando ao posar nua para a Revista Interviú da Espanha, em abril de 2007.

## Participações na televisão
- El BarTV 2 (2001)
- Poné a Francella (2001 e 2002)
- Ciudad de pobres corazones (2003)
- La peluquería de Don Mateo (2004 e 2005)
- Pamela Sex (2004)
- Doble Vida (2005)
- Bailando por un sueño (segmento de Showmatch) (2006)
- Fuera de Foco (2007)
- Cantando por un Sueño 2 (segmento de Showmatch) (2007)